# Masterpiece/Mabataki
A Masterpiece/Mabataki (マスターピース/まばたき, ’Mestermű/Pislogás’) a Scandal japán pop-rock együttes huszonhetedik kislemeze, amely 2019. március 27-én jelent meg a her gondozásában. A kislemez az együttes első kiadványa, melyet a butikkiadójukon keresztül jelentettek meg. A lemez 11 426 példánnyal a hetedik helyen mutatkozott be az Oricon heti kislemezeladási-listáján.

## Háttér
A Masterpiece/Mabataki az együttes első kiadványa, amely a zenekar her nevű butikkiadóján keresztül jelent meg.
A Masterpiece dalszövegét Szuzuki, zenéjét Szaszazaki írta, a Mabatakit teljes egészében Szuzuki szerezte. A Masterpiece szövegének első sorai, a „Hadzsimari no aizu va icudemo tocuzen narihibiite / Hasiridaszu kodó mó tomerarenai va” (はじまりの合図はいつでも突然鳴り響いて / 走り出す鼓動 もう止められないわ, ’A kezdőjel mindig váratlanul szólal meg / A zakatoló szívemet már nem lehet megállítani’) az együttestől szokatlan módon közvetlenül leírják a zenekar és annak tagjainak érzéseit és körülményeit. Korábban azért nem írták bele közvetlenül a dalok szövegében az éppen aktuális érzelmeiket, hogy azt évekkel később az új rajongók is élvezni tudják. A dal zenéjével Szaszazaki már 1 évvel korábban elkészült, azonban nem volt megelégedve a késztermékkel, így ki akarta dobni azt. A dalnak teljesen más hangzása volt, még vonósok is szerepeltek benne. A dal hangszerelésével végül Kavagucsi Keitát bízták meg, akinek azt az utasítást adták, hogy a dal „legyen végtelenül élénk” és „egy kemény riffel induljon”. A dalt hónapokkal az első koncertelőadása után vették fel, ami nagy hatással volt a szám végső hangzására.
Az 1980-as évek lányos popzenéjét idéző, city pop stílusú Mabataki a pop-punk Masterpiece kompenzálásaként sokkal „lányosabb” és „aranyosabb”, melyet úgy írtak, hogy az ne legyen „túl hangos”. A lányok „könnyed és bizonytalan érzelmeinek” átadásához a hangszeres szólamokat loopolták, szintetizátort használták, illetve a „lyukakat” „jóleső” dallamokkal töltötték ki. A dalban a lányos kép kialakítása végett a szoprán hangfekvésű Ogava évek óta élőször jelentősebb szerepet kapott.
A dalokat 2019. február 14–15-én (Masterpiece) és február 18-án (Mabataki) vették fel, a Masterpiece videóklipjét február 15-én, míg a Mabatakiét február 22-én forgatták.
A Masterpiece rádiós premierje 2019. március 4-én az FM802 Rock Kids 802 Ochiken Goes On!! című műsorában volt.
2019. március 26–április 14. között SCANDAL her: Kanodzso-tacsi no Atelier-ten (SCANDAL her ～彼女たちのアトリエ展～) címmel kiállítást is tartottak, amelyen a her butikkiadó megalapításával és a Masterpiece/Mabataki kislemez elkészítésével kapcsolatos anyagokat állítottak ki.
A Masterpiece videóklipjét az Avanai cumori no, genki de nét is jegyző DaishinSZK, míg a Mabatakiét Macunaga Cugumi rendezte. A borítókat Q-TA japán kollázsművész készítette el.

## Számlista
| 1.    | Masterpiece (マスターピース; Mestermű)                                      | Rina | Mami | Kavagucsi Keita | 4:19 |
| 2.    | Mabataki (まばたき; Pislogás)                                               | Rina | Rina | Mami            | 3:50 |
| 3.    | Masterpiece (Instrumental) (マスターピース ※kizárólag a normál CD-kiadáson) | —    | Mami | Kavagucsi Keita | 4:19 |
| 12:28 |                                                                             |      |      |                 |      |